# 基耶古姆斯站
基耶古姆斯站是里加-陶格夫匹尔斯铁路线上的一个火车站；车站建于1924年，后又于1985年翻修，附近的居民点是奥格雷市镇下辖的基耶古姆斯镇。